# N43 (Niger)
Die N43 oder RN43 ist eine hochrangige Straße vom Typ Nationalstraße (französisch route nationale) in der Region Agadez in Niger.

## Verlauf und Charakteristik

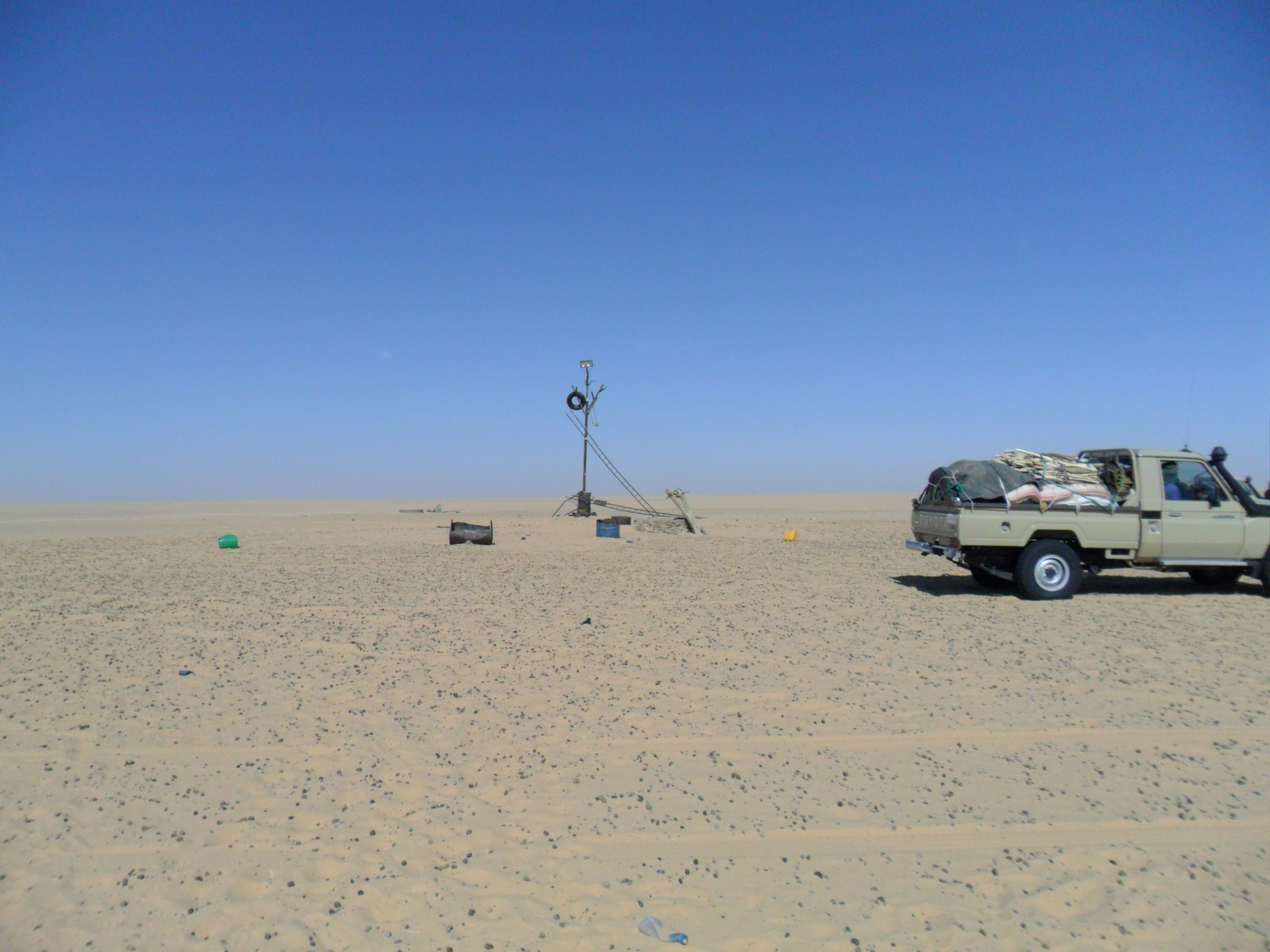
Arbre du Ténéré (2013)

Die N43 ist eine 322 Kilometer lange einfache Piste durch die Sandwüste Ténéré in der Sahara. Sie beginnt beim Orientierungspunkt Arbre du Ténéré als Abzweigung von der N21. Anfangs verläuft sie durch das zum UNESCO-Welterbe zählende Naturschutzgebiet Aïr und Ténéré. Sie erreicht die Wasserstelle Achegour und überquert die 394 m hohe Geländestufe Falaise d’Achegour. Im Gemeindehauptort Dirkou mündet sie wieder in die N21.